# Total Devo
Total Devo è il settimo album del gruppo statunitense Devo, pubblicato dalla Enigma Records nel 1988.

## Tracce
Lato A
1. Baby Doll – 3:56
2. Disco Dancer – 4:14
3. Some Things Never Change – 4:12
4. Plain Truth – 3:13
5. Happy Guy – 3:26
6. Don't Be Cruel (Elvis Presley, Otis Blackwell) – 2:10

Lato B
1. The Shadow – 3:25
2. I'd Cry If You Died – 4:05
3. Agitated – 3:53
4. Man Turned Inside Out (Mark Mothersbaugh) – 4:18
5. Sexi Luv – 3:14 *
6. Blow Up (M. Mothersbaugh, Bob Mothersbaugh, Bob Casale) – 4:38
7. Some Things Never Change - 5:19 **

* = solo edizione CD

** = solo musicassetta e successive edizioni CD
Bonus track riedizione CD 1994
1. Baby Doll (Extended Mix) – 5:42
2. Disco Dancer (12" Version) – 6:30
3. Agitated (Hyperextended Mix) – 5:42

(Tutte le tracce composte da Mark Mothersbaugh e Gerald V. Casale, eccetto dove indicato)